# Chiesa di San Michele Arcangelo (Arba)
La chiesa arcipretale di San Michele Arcangelo è la parrocchiale di Arba, in provincia di Pordenone e diocesi di Concordia-Pordenone; fa parte della forania di Maniago.

## Storia
Da una bolla di papa Urbano III del 1186 risulta che all'epoca Arba ricadeva nella giurisdizione della mensa vescovile di Concordia.

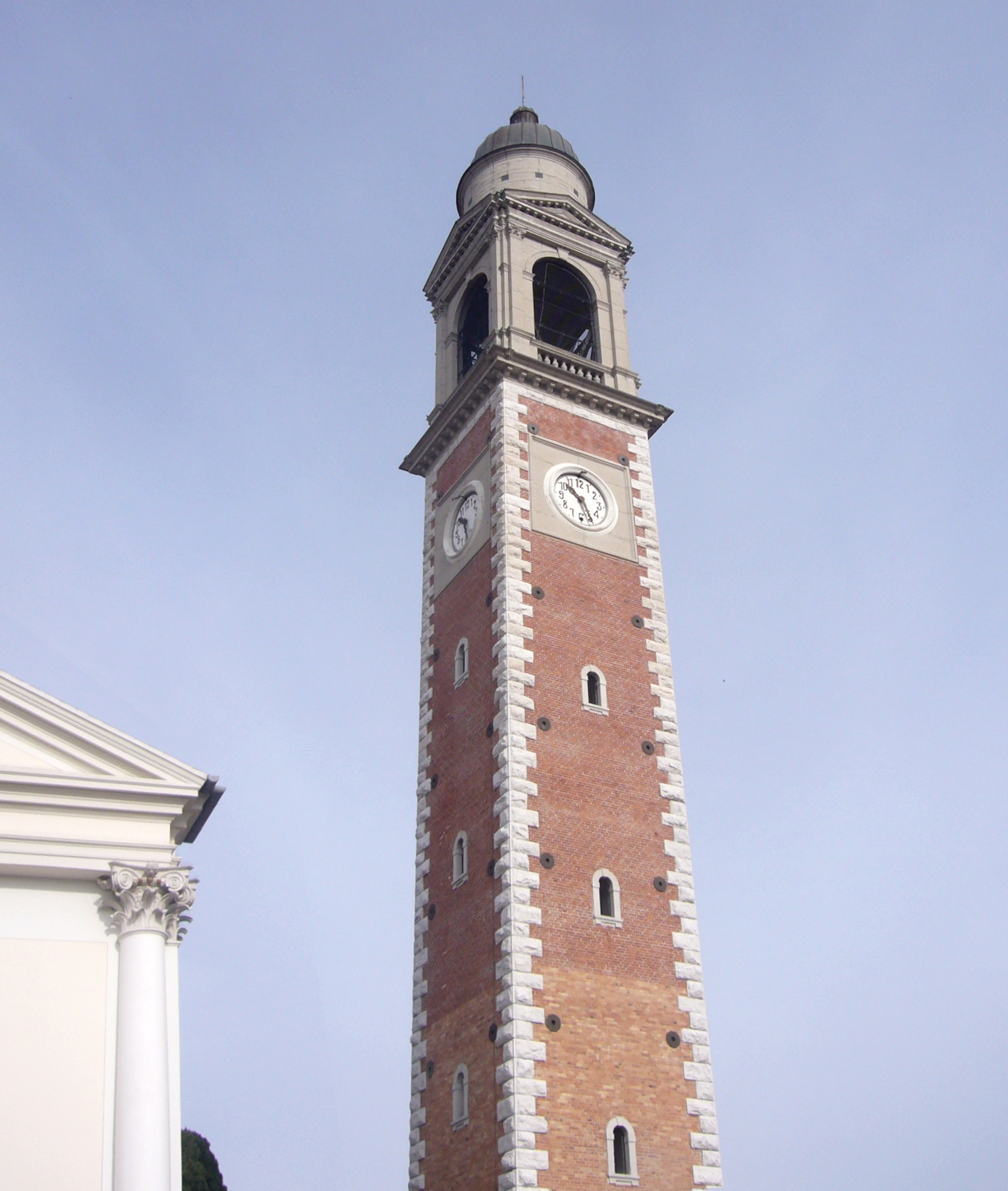
Il campanile

La chiesa arbese, già dipendente dalla pieve di San Remigio di Cavasso Nuovo, fu elevata a dignità parrocchiale e a pieve autonoma intorno al 1317 dal vescovo di Concordia Giacomo d'Ottonello.
Nel 1517 il diritto di nominare il parroco di Arba, appartenente sino a quel momento al vescovo concordiese, passò ai monaci del monastero di Santa Maria Maggiore di Treviso, che per più di due secoli usarono inviare presso la pieve due dei loro monaci con funzioni di parroco e cooperatore.
Nel 1770 la famiglia Querini acquisì il giuspatronato, che, in seguito, rientrò nella piena giurisdizione vescovile.
La prima pietra della nuova parrocchiale venne posta nel 1836. Il progetto seguì lo stile neoclassico e la chiesa fu consacrata nel 1857; il cantiere venne definitivamente chiuso dopo un ampliamento della struttura nel 1861.
La chiesa fu restaurata nel 1921, mentre tra il 2008 e il 2009 la struttura fu ripulita, ripristinata e ridipinta sia nei prospetti laterali sia nell'abside.

## Descrizione

### Esterno
La facciata della chiesa, che è a capanna, è tripartita da quattro semicolonne d'ordine gigante poggianti su alti basamenti e terminanti con capitelli corinzi; al centro si apre l'ampio portale d'ingresso, delimitato da una cornice e sormontato da un frontone triangolare; più in alto è collocata una piccola lunetta ad arco a tutto sesto. In sommità si staglia, al di sopra della trabeazione, un monumentale frontone di forma triangolare, contenente nel mezzo un medaglione modanato.
Accanto alla chiesa sorge il campanile, con struttura in laterizio; la cella campanaria si affaccia sulle quattro fronti attraverso ampie monofore a tutto sesto, affiancate da lesene e sovrastate da frontoni triangolari; la torre è coronata dalla copertura a cupola poggiante su un tamburo a pianta circolare.

### Interno
L'interno si compone di un'unica navata, caratterizzata dal pavimento in seminato alla veneziana.
Opere di pregio qui conservate sono l'altare maggiore, costruito tra il 1751 e il 1757 da Gian Giacomo Contiero ed impreziosito da due statue ritraenti i santi Michele e Raffaele Arcangeli, tra pale raffiguranti la Madonna del Rosario e san Giuseppe, il Bambino assieme a degli angeli e la Crocifissione con il Padre Eterno, lo Spirito Santo ed alcuni santi, eseguite da mano ignota, i dipinti della Natività, dell'Ultima cena, dell'Immacolata e dell'Ingresso in Gerusalemme, realizzati dal milanese Giuseppe Latel tra il 1939 e il 1940, e l'affresco del soffitto, eseguito nel 1921 da Pietro Sopracasa.